# Richard Dürrfeld
Richard Dürrfeld (geboren 26. Oktober 1914 in Brake bei Oldenburg; gestorben 25. Februar 2002) war ein deutscher Jurist, Gerichtspräsident und Verbandsfunktionär.

## Leben
Dürrfeld wuchs in Brake auf und studierte nach seinem Abitur ab 1933 Rechtswissenschaften. 1937 legte er in Celle seine erste Staatsprüfung ab und – mitten im Zweiten Weltkrieg – nach seiner Referendarprüfung 1940 die Große Staatsprüfung in Hamburg. Seine rechts- und staatswissenschaftliche Dissertation erschien 1940 an der Universität Göttingen zum Thema Die Kontinentalsperre. Eine seekriegsrechtliche Studie.
Am Krieg nahm Dürrfeld ab Mai 1940 bis zum 23. März 1945 als Oberstabsintendant der Marine teil; in diesem Zeitraum wirkte er jedoch parallel dazu ab August 1940 als Gerichtsassessor in Hamburg und ab Oktober 1943 als Hamburger Amtsgerichtsrat.
In der Nachkriegszeit wechselte Dürrfeld in die niedersächsische Justiz, anfangs am Amtsgericht Elsfleth und ab 1954 am Amtsgericht Brake, wo er beispielsweise bei der Einweihung des Neubaus des Amtsgerichts in der Bürgermeister-Müller-Straße 3 als Gerichtsrat wirkte.
Nachdem er drei Jahre als Regierungsdirektor im Niedersächsischen Justizministerium tätig gewesen war, übernahm er am 1. Mai 1966 die Leitung des Amtsgerichts Hannover als dessen Präsident. In dieser Funktion wirkte er bis zu seinem Ruhestand im Jahr 1979.
Richard Dürrfeld war langjähriger Vorsitzender des Niedersächsischen Richterbunds, später auch des Bundes gegen Alkohol im Straßenverkehr.

## Ehrungen
- Im September 1979 wurde Dürrfeld das Große Verdienstkreuz des Verdienstordens der Bundesrepublik Deutschland verliehen.[1]

## Schriften
- Die Kontinentalsperre. Eine seekriegsrechtliche Studie, rechts- und staatswissenschaftliche Dissertation 1940 an der Universität Göttingen, Quakenbrück 1940